# Hexan-2-ona
L’hexan-2-ona (metil butil cetona, MBK o propil cetona) és un compost orgànic de la classe de les cetones. Està constituït per una cadena de sis carbonis i té un grup carbonil situat en el segon carboni. La seva fórmula molecular és {\displaystyle {\ce {C6H12O}}}. En el passat s'ha usat en pintures i dissolvents de pintura, per fabricar altres productes químics i per dissoldre olis i ceres. És un rebuig d’activitats industrials com la fabricació de polpa de fusta i la producció de carbó de gas, com poden ser les operacions d'esquist bituminós (Lutita bituminosa).

## Propietats
L’hexan-2-ona és un líquid transparent, incolor i de forta olor. És molt soluble en aigua i s'evapora fàcilment a l’aire en forma de vapor. Aquest compost té una massa molar de 100,15 g/mol. La seva densitat és de 0,81 g/cm3. El seu respectiu punt de fusió és de –55,5 °C i el punt d’ebullició és de 127,6 °C. El compost dissol nitrocel·lulosa, polímers i copolímers vinílics i resines naturals i sintètiques. Es recomana com a dissolvent, sobretot en pintures, ja que no és fotoquímicament actiu.

## Preparació
La 2-hexanona es pot obtenir, amb un rendiment del 75%, mitjançant la reacció de clorur d'acetil amb clorur de butilmagnesi.

## Usos
Els principals usos d’aquest compost es concentren en dissolvents per a laques, diluents de tinta, nitrocel·lulosa, resines i ceres. També s'utilitza en la preparació de monomorina, preparació d'alcohols mitjançant hidrogenació de cetones per transferència. Per acabar, s'usa com a dissolvent d'evaporació mitjana per revestiments de lloc, vinils i acrilonitrils de nitrocel·lulosa.

## Toxicitat
L’hexan-2-ona és un compost tòxic només per alguns òrgans a causa d'exposicions repetides davant aquest compost. Encara que també pot ser tòxic i pot provocar efectes amb una única exposició, donant lloc a somnolència i vertígens. La 2-hexanona també pot formar mescles de vapor/aire altament inflamables. El compost té un punt d'inflamació de 25 °C. El rang explosiu està entre l'1,2% vol (50 g/m³) i el 9,4% vol.